# Махмуд Фавзі
Махмуд Фавзі (араб. محمود فوزى; 19 вересня 1900 — 12 червня 1981) — єгипетський державний і політичний діяч, прем'єр-міністр Єгипту у 1970—1972 роках, міністр закордонних справ Єгипту у 1952—1964 роках.

## Життєпис
Народився 19 вересня 1900 року у провінції Мінуфія на півдні дельти Нілу в багатій родині поміщика черкеського походження. Здобував освіту у Каїрському, Ліверпульському, Римському та Колумбійському університетах, доктор міжнародного права. З 1922 року перебував на дипломатичній роботі, працював у посольствах і консульствах Єгипту в Італії, США, Японії (де з 1926 року служив генеральним консулом у Кобе) та Німеччині. З 1940 був директором одного з департаментів міністерства закордонних справ Єгипту, у 1941—1944 роках — генеральний консул в Єрусалимі (Британська підмандатна територія Палестина). Потім був переведений на дипломатичну роботу до Вашингтона. З 1946 до 1952 року був представником Єгипту у Раді Безпеки ООН, потім – постійним представником в ООН. У липні 1952 року Фавзі став послом у Лондоні.

### Міністр закордонних справ
У жовтні 1952 Махмуд Фавзі був відкликаний до Каїра, а у грудні отримав пост міністра закордонних справ в уряді генерала Мухаммеда Наґіба . Він зберіг свій пост у всіх наступних урядах, які очолював лідер Липневої революції Ґамаль Абдель Насер, 1958 року став міністром закордонних справ Об'єднаної Арабської Республіки й супроводжував Насера у його першій поїздці до СРСР.
З жовтня 1962 року Махмуд Фавзі був членом Вищого виконавчого комітету урядового Арабського соціалістичного союзу.
26 березня 1964 року під час формування нового уряду Фавзі залишив посаду міністра закордонних справ та був призначений одним з 11 заступників прем'єр-міністра Алі Сабрі. У його підпорядкуванні відтоді перебували новий міністр закордонних справ Махмуд Ріад і міністр у справах культурних відносин з зарубіжними країнами Хусейн Халлаф. 1965 року він знову відвідав СРСР у складі делегації ОАР
19 червня 1967 року Махмуд Фавзі був призначений на посаду спеціального помічника президента Насера з іноземних справ у ранзі міністра.

### Глава уряду
У жовтні 1970 року, після смерті президента Насера, який також був і главою уряду, новий президент Єгипту Анвар Садат призначив Махмуда Фавзі новим прем'єр-міністром. 21 жовтня 1970 року він склав присягу разом з членами кабінету. Однак уже 16 листопада відбулась відставка уряду у зв'язку з завершенням 40-денної жалоби за Насером, і Фавзі сформував новий кабінет.
Професійний дипломат, Махмуд Фавзі виявився одним з небагатьох вищих керівників партії й держави, хто залишився лояльним до Садата під час його конфлікту з Алі Сабрі. Після того як група Сабрі була усунута від влади, Фавзі 14 травня 1971 року сформував свій третій кабінет і невдовзі залишив пост члена Вищого виконавчого комітету АСС. Наступного разу реорганізація уряду була проведена 10 вересня 1971 року 
16 січня 1972 року президент Анвар Садат звільнив Махмуда Фавзі від посади прем'єр-міністра  та призначив його одним з віцепрезидентів країни.

### Поза політикою
1974 року пішов у відставку з посту віцепрезидента та жив приватним життям. Помер 12 червня 1981 року в Каїрі у відділенні інтенсивної терапії лікарні Демердаш, куди був доставлений з тромбом судин головного мозку. Наступного дня за вказівкою Анвара Садата про смерть Фавзі повідомили провідні єгипетські видання.